# Transformers
 Der er for få eller ingen kildehenvisninger i denne artikel, hvilket er et problem. Du kan hjælpe ved at angive troværdige kilder til de påstande, som fremføres i artiklen.
 For alternative betydninger, se Transformers (flertydig). (Se også artikler, som begynder med Transformers)
Transformers er en amerikansk legetøjsserie fra 1984, skabt og produceret af firmaet Hasbro i tæt samarbejde med Takara Co., Ltd.. De første figurer var oprindeligt udgivet af Takara under andre navne, men det var Hasbro i samarbejde med Marvel Comics, der samlede figurerne under én titel og skabte en baggrundshistorie og navnene på figurerne.
Franchiset har i mere end 30 år været populær og inkluderet mange andre medier såsom tegnefilm, tegneserie, romaner, videospil og spillefilm. Konceptet bag serien har altid omhandlet robotter fra det ydre rum der kommer til Jorden, der opnår fordele ved at kunne forvandle sig fra humanoide robotter til bl.a. biler, fly, våben, dyr og andre ting for at skjule sig på Jorden.

## Tegneserie
Serien handler om de gode autobotter, som bekæmper de onde decepticons eller decepticoner (kaldet "bedragoner" i den danske dub af tegnefilmen fra 1980'erne), der ikke tænker på andet end at få nok energiressourcer til at overtage herredømmet over hele universet. Transformerne kom til Jorden da de ca. 4 millioner før vores tidsregning nødlandede på Jorden med en fraktion af både autobotter og decepticoner om bord, hvorved de alle blev deaktiveret. Men i året 1984 blev de alle reaktiveret af rumskibets computer, og tilpasset Jordens befolkning, som computeren fejlagtig troede bestod af biler og fly osv.

## Tegnefilm
Transformers tegnefilmen i den amerikanske udgave løb over 4 sæsoner, mens den i Japan fortsatte med originalt materiale i et par år endnu, hvor serien endnu var populær; i USA begyndte interessen fra publikum at dalen i slutningen af 1980'erne, og både legetøj, tegneserie og tegnefilmsserien holdt en pause derovre. I Europa og Japan fortsatte legetøjet dog stadig med nye figurer årligt.

### Biograffilm
I 1986 kom den første biograffilm, The Transformers: The Movie, hvilket skulle fungere som "brobygning" mellem tegnefilmsseriens sæson 2 og 3. Er bedst kendt for den ultimative kampscene mellem Optimus Prime og Megatron, samt senere Optimus Primes død og overtagelsen af lederposten hos autobotterne af Rodimus Prime. Filmen fik aldrig præmiere i Danmark men er sidenhen blevet vist på DR Ramasjang 15. november 2009 med et dansk dub lavet af Dubberman ApS.
De oprindelige Transformers-figurer blev primært hentet fra de japanske Diaclone- og Microman-legetøjserier. Den amerikanske legetøjsproducent Hasbro så muligheden i at forene disse figurer omkring en fælles baggrundshistorie, og udviklede historien sammen med forskellige forfattere hos Marvel UK Comics, med hvem de havde haft et succesfuldt samarbejde omkring udviklingen af G.I.Joe/Action Force/Actionman.

## Spillefilm
Den 4. juli 2007 fik spillefilmen Transformers med Megan Fox i den kvindelige hovedrolle, verdenspræmiere, også i Danmark i de danske biografer, og er blevet en kæmpe succes verden over. Filmen har forløbigt indkasseret over $600 millioner, og sommeren 2009 fik Transformers: De faldnes hævn premiere i USA.
I 2018 kom spinoff-filmen Bumblebee